# Aleksandr Vólkov (peleador)
Alexander Yevgueniévich Volkov (Moscú, Unión Soviética; 24 de octubre de 1988) es un artista marcial mixto ruso que actualmente compite en la categoría de peso pesado de Ultimate Fighting Championship (UFC). Siendo un competidor profesional desde 2009, Volkov previamente compitió en M-1 Global y Bellator MMA, logrando ser campeón de peso pesado en ambas promociones. Desde el 25 de junio de 2024, está en la posición #3 del ranking de peso pesado de UFC.

## Carrera de artes marciales mixtas

### Bellator MMA
En septiembre de 2012, se anunció que Volkov competiría en Bellator. Hizo su debut en Estados Unidos en la séptima temporada del torneo de peso pesado de Bellator. En los cuartos de final enfrentó a Brett Rogers en Bellator 75. Volkov dominó la pelea aprovechando al máximo su ventaja de altura. Ganó la pelea por decisión unánime. En las semifinales de Bellator 80, enfrentó a Vinicius Queiroz y ganó a través de TKO en el segundo asalto. El 14 de diciembre, peleó contra Richard Hale en una pelea de 5 asaltos en la final de la temporada 7 de peso pesado de Bellator y por el Campeonato de Peso Pesado de Bellator. Ganó por decisión unánime.
En su primera defensa del título, Volkov enfrentó a Vitaly Minakov en el evento coestelar de Bellator 108 el 15 de noviembre de 2013. Perdió la pelea y el título a través de TKO en el primer asalto.
Volkov enfrentó a Mark Holata el 7 de marzo de 2014 en el Bellator 111 en el torneo de peso pesado. Ganó la pelea a través de TKO en el primer asalto.
Enfrentó a Mighty Mo en las semifinales de Bellator 116 el 11 de abril de 2014. Ganó la pelea por nocaut en el primer asalto.
En las semifinales del torneo, Volkov enfrentó a Siala-Mou Siliga en Bellator 116. Ganó la pelea por KO en el primer asalto.
Volkov enfrentó a Blagoy Ivanov en la final el 17 de mayo de 2014, en Bellator 120. Ganó la pelea por sumisión en el primer asalto.
Casi un año desde su última pelea en la promoción, Volkov enfrentó a Tony Johnson en Bellator 136 el 10 de abril de 2015. Perdió la pelea por decisión dividida.
Volkov enfrentó a Cheick Kongo en Bellator 139 el 26 de junio de 2015. Perdió la pelea por decisión unánime, la que sería su segunda derrota consecutiva. Posteriormente fue despedido de la empresa.

### Ultimate Fighting Championship

#### 2016
En septiembre de 2016, se anunció que Volkov había firmado con Ultimate Fighting Championship. Hizo su debut contra Timothy Johnson el 19 de noviembre de 2016, en UFC Fight Night 99. Ganó la pelea por decisión dividida.

#### 2017
Volkov enfrentó a Roy Nelson el 15 de abril de 2017, en UFC on Fox 24. Ganó la pelea por decisión unánime.
Volkov enfrentó a Stefan Struve el 2 de septiembre de 2017, en UFC Fight Night 115. Ganó la pelea por TKO en el tercer asalto. Esta pelea lo hizo merecedor de su primer premio de Pelea de la Noche.

#### 2018
Volkov enfrentó a Fabricio Werdum el 17 de marzo de 2018, en el evento estelar de UFC Fight Night 127. Ganó la pelea por KO en el cuarto asalto. Esta victoria lo hizo merecedor de su primer premio de Actuación de la Noche.
Volkov enfrentó a Derrick Lewis el 6 de octubre de 2018, en UFC 229. Perdió la pelea por KO en el tercer asalto.

#### 2019
Volkov enfrentó a Greg Hardy el 9 de noviembre de 2019, en UFC Fight Night 163. Ganó la pelea por decisión unánime.

#### 2020
Volkov enfrentó a Curtis Blaydes el 20 de junio de 2020, en el evento estelar de UFC on ESPN 11. Perdió la pelea por decisión unánime.
Volkov enfrentó a Walt Harris el 24 de octubre de 2020, en UFC 254. Ganó la pelea por TKO en el segundo asalto.

#### 2021
Volkov enfrentó a Alistair Overeem el 6 de febrero de 2021, en el evento estelar de UFC Fight Night 184. Ganó la pelea por KO en el segundo asalto. Esta victoria lo hizo merecedor de su segundo premio de Actuación de la Noche.
Volkov enfrentó a Ciryl Gane el 26 de junio de 2021, en el evento estelar de UFC Fight Night 190. Perdió la pelea por decisión unánime.
Volkov enfrentó a Marcin Tybura el 30 de octubre de 2021, en UFC 267. Ganó la pelea por decisión unánime.

#### 2022
Volkov enfrentó a Tom Aspinall el 19 de marzo del 2022, en el evento estelar de UFC Fight Night 204. Perdió la pelea por una sumisión de brazo.
Volkov enfrentó a Jairzinho Rozenstruik el 6 de junio de 2022 en el UFC Fight Night 207. Ganó la pelea por TKO en el primer asalto.

#### 2023
Volkov enfrentó a Alexander Romanov el 11 de marzo de 2023, en UFC Fight Night 221. Ganó la pelea por TKO en el primer asalto.
Volkov enfrentó a Tai Tuivasa el 9 de septiembre de 2023, en UFC 293. Ganó la pelea por sumisión (ezekiel choke) en el segundo asalto. Con esta victoria, Volkov se convirtió en la tercera persona en la historia de UFC en finalizar una pelea con un Ezekiel Choke.

#### 2024
Volkov enfrentó a Sergei Pavlovich el 22 de junio de 2024, en UFC on ABC 6. Ganó la pelea por decisión unánime.
Volkov estaba programado para enfrentar a Ciryl Gane en una revancha el 26 de octubre de 2024, en UFC 308. Sin embargo, por una lesión de rodilla de Volkov, la pelea fue trasladada al 7 de diciembre de 2024, en UFC 310.

## Estilo de pelea
Volkov es principalmente un striker. Utiliza su gran estatura, largo alcance, y poderosas patadas para conectar golpes desde la distancia. En particular, es conocido por su paciencia y boxeo técnico, además de sus poderosas patadas al cuerpo, que utilizó en UFC 254 en su victoria por nocaut contra Walt Harris.

## Campeonatos y logros
- Bellator MMA
  - Campeonato Mundial de Peso Pesado de Bellator (Una vez)
  - Ganador de la 10.º temporada del torneo de Peso Pesado de Bellator
  - Ganador de la 7.º temporada del torneo de Peso Pesado de Bellator
- M-1 Global
  - Campeonato de Peso Pesado de M-1 Global
- Ultimate Fighting Championship
  - Actuación de la Noche (Dos veces) vs. Fabricio Werdum y  Alistair Overeem[16][51][28]
  - Pelea de la Noche (Una vez) vs. Stefan Struve[13]
  - Racha de victorias activa más larga en la división de peso pesado de UFC
  - Tercera mayor cantidad de golpes significativos conectados en la historia de la división de peso pesado de UFC (1099)[52]
    - Quinta mayor cantidad de golpes totales conectados en la historia de la división de peso pesado de UFC (1356)[52]

## Registro en artes marciales mixtas
| Récord profesional | Récord profesional | Récord profesional |
| 48 peleas          | 38 victorias       | 10 derrotas        |
| ------------------ | ------------------ | ------------------ |
| Nocaut             | 24                 | 2                  |
| Sumisión           | 4                  | 3                  |
| Decisión           | 10                 | 5                  |

| Resultado | Récord | Oponente              | Método                          | Evento                                      | Fecha                    | Ronda | Tiempo | Localización              | Notas |
| --------- | ------ | --------------------- | ------------------------------- | ------------------------------------------- | ------------------------ | ----- | ------ | ------------------------- | --- |
| Derrota   | 38–11  | Ciryl Gane            | Decisión (dividida)             | UFC 310                                     | 7 de diciembre de 2024   | 3     | 5:00   | Las Vegas, Nevada         | |
| Victoria  | 38–10  | Sergei Pavlovich      | Decisión (unánime)              | UFC on ABC: Whittaker vs. Aliskerov         | 22 de junio de 2024      | 3     | 5:00   | Riad                      | |
| Victoria  | 37–10  | Tai Tuivasa           | Sumisión (punch choke)          | UFC 293                                     | 9 de septiembre de 2023  | 2     | 4:37   | Sídney                    | |
| Victoria  | 36–10  | Alexander Romanov     | TKO (golpes)                    | UFC Fight Night: Yan vs. Dvalishvili        | 11 de marzo de 2023      | 1     | 2:16   | Las Vegas, Nevada         | |
| Victoria  | 35–10  | Jairzinho Rozenstruik | TKO (golpes)                    | UFC Fight Night: Volkov vs. Rozenstruik     | 4 de junio de 2022       | 1     | 2:12   | Las Vegas, Nevada         | |
| Derrota   | 34–10  | Tom Aspinall          | Sumisión (straight armbar)      | UFC Fight Night: Volkov vs. Aspinall        | 19 de marzo de 2022      | 1     | 3:45   | Londres                   | |
| Victoria  | 34–9   | Marcin Tybura         | Decisión (unánime)              | UFC 267                                     | 30 de octubre de 2021    | 3     | 5:00   | Abu Dhabi                 | |
| Derrota   | 33–9   | Ciryl Gane            | Decisión (unánime)              | UFC Fight Night: Gane vs. Volkov            | 26 de junio de 2021      | 5     | 5:00   | Las Vegas, Nevada         | |
| Victoria  | 33–8   | Alistair Overeem      | TKO (golpes)                    | UFC Fight Night: Overeem vs. Volkov         | 6 de febrero de 2021     | 2     | 2:56   | Las Vegas, Nevada         | Actuación de la Noche. |
| Victoria  | 32–8   | Walt Harris           | TKO (patada al cuerpo y golpes) | UFC 254                                     | 24 de octubre de 2020    | 2     | 1:15   | Abu Dabi                  | |
| Derrota   | 31–8   | Curtis Blaydes        | Decisión (unánime)              | UFC on ESPN: Blaydes vs. Volkov             | 20 de junio de 2020      | 5     | 5:00   | Las Vegas, Nevada         | |
| Victoria  | 31–7   | Greg Hardy            | Decisión (unánime)              | UFC Fight Night: Magomedsharipov vs. Kattar | 9 de noviembre de 2019   | 3     | 5:00   | Moscú                     | |
| Derrota   | 30–7   | Derrick Lewis         | KO (golpes)                     | UFC 229                                     | 6 de octubre de 2018     | 3     | 4:49   | Paradise, Nevada          | |
| Victoria  | 30–6   | Fabricio Werdum       | KO (golpes)                     | UFC Fight Night: Werdum vs. Volkov          | 17 de marzo de 2018      | 4     | 1:38   | Londres                   | Actuación de la Noche. |
| Victoria  | 29–6   | Stefan Struve         | TKO (golpes)                    | UFC Fight Night: Volkov vs. Struve          | 2 de septiembre de 2017  | 3     | 3:30   | Róterdam                  | Pelea de la Noche. |
| Victoria  | 28–6   | Roy Nelson            | Decisión (unánime)              | UFC on Fox: Johnson vs. Reis                | 15 de abril de 2017      | 3     | 5:00   | Kansas City, Misuri       | |
| Victoria  | 27–6   | Timothy Johnson       | Decisión (dividida)             | UFC Fight Night: Mousasi vs. Hall 2         | 19 de noviembre de 2016  | 3     | 5:00   | Belfast                   | |
| Victoria  | 26–6   | Attila Végh           | KO (golpes)                     | M-1 Challenge 68                            | 16 de junio de 2016      | 1     | 2:38   | Moscú                     | Defendió el Campeonato de Peso Pesado de M-1 Global.                                                                       |
| Victoria  | 25–6   | Denis Smoldarev       | Sumisión (triangle choke)       | M-1 Challenge 64                            | 19 de febrero de 2016    | 3     | 0:41   | Moscú                     | Ganó el Campeonato de Peso Pesado de M-1 Global.                                                                           |
| Derrota   | 24–6   | Cheick Kongo          | Decisión (unánime)              | Bellator 139                                | 26 de junio de 2015      | 3     | 5:00   | Mulvane, Kansas           | |
| Derrota   | 24–5   | Tony Johnson          | Decisión (dividida)             | Bellator 136                                | 10 de abril de 2015      | 3     | 5:00   | Irvine, California        | |
| Victoria  | 24–4   | Alexei Kudin          | Decisión (unánime)              | Union MMA Pro                               | 21 de febrero de 2015    | 3     | 5:00   | Krasnodar                 | |
| Victoria  | 23–4   | Roy Boughton          | TKO (golpes)                    | Tech-Krep FC: Battle of Heroes              | 12 de diciembre de 2014  | 1     | 0:40   | San Petersburgo           | |
| Victoria  | 22–4   | Blagoy Ivanov         | Sumisión (rear-naked choke)     | Bellator 120                                | 17 de mayo de 2014       | 2     | 1:08   | Southaven, Misisipi       | Final de la décima temporada del torneo de peso pesado de Bellator.                                                        |
| Victoria  | 21–4   | Mighty Mo             | KO (golpes)                     | Bellator 116                                | 11 de abril de 2014      | 1     | 2:44   | Temecula, California      | Semifinal de la décima temporada del torneo de peso pesado de Bellator.                                                    |
| Victoria  | 20–4   | Mark Holata           | TKO (golpes)                    | Bellator 111                                | 7 de marzo de 2014       | 1     | 1:21   | Thackerville, Oklahoma    | Cuartos de final de la décima temporada del torneo de peso pesado de Bellator.                                             |
| Derrota   | 19–4   | Vitaly Minakov        | TKO (golpes)                    | Bellator 108                                | 15 de noviembre de 2013  | 1     | 2:57   | Atlantic City, New Jersey | Perdió el Campeonato de Peso Pesado de Bellator.                                                                           |
| Victoria  | 19–3   | Rich Hale             | Decisión (unánime)              | Bellator 84                                 | 14 de diciembre de 2012  | 5     | 5:00   | Hammond, Indiana          | Ganó el Campeonato vacante de Peso Pesado de Bellator. Final de la séptima temporada del torneo de peso pesado de Bellator |
| Victoria  | 18–3   | Vinicius Queiroz      | TKO (golpes)                    | Bellator 80                                 | 9 de noviembre de 2012   | 2     | 4:59   | Hollywood, Florida        | Semifinal de la séptima temporada del torneo de peso pesado de Bellator.                                                   |
| Victoria  | 17–3   | Brett Rogers          | Decisión (unánime)              | Bellator 75                                 | 5 de octubre de 2012     | 3     | 5:00   | Hammond, Indiana          | Cuartos de final de la séptima temporada del torneo de peso pesado de Bellator.                                            |
| Victoria  | 16–3   | Stefan Stankovic      | TKO (golpes)                    | FEFoMP: Mayor Cup 2012                      | 26 de mayo de 2012       | 1     | 4:27   | Jabárovsk                 | |
| Victoria  | 15–3   | Ricco Rodriguez       | Decisión (unánime)              | BF: Baltic Challenge 3                      | 23 de febrero de 2012    | 3     | 5:00   | Kaliningrad               | |
| Victoria  | 14–3   | Arsen Abdulkerimov    | TKO (golpes)                    | M-1 Global: Fedor vs. Monson                | 20 de noviembre de 2011  | 1     | 0:26   | Moscú                     | |
| Victoria  | 13–3   | Bahodir Ibrogimov     | Decisión (unánime)              | MMA Corona Cup 1                            | 7 de octubre de 2011     | 2     | 2:22   | Moscú                     | |
| Victoria  | 12–3   | Nedyalko Karadzhov    | TKO (golpes)                    | League-70: Russia vs. Brazil                | 5 de agosto de 2011      | 1     | 2:41   | Sochi                     | |
| Victoria  | 11–3   | Denis Goltsov         | TKO (golpes)                    | M-1 Challenge 25: Zavurov vs. Enomoto       | 28 de abril de 2011      | 2     | 3:05   | San Petersburgo           | |
| Victoria  | 10–3   | Ruslan Chapko         | TKO (golpes)                    | Mix Fight Tournament                        | 15 de enero de 2011      | 1     |        | Vorónezh                  | |
| Derrota   | 9–3    | Pat Bennett           | Decisión (unánime)              | M-1 Challenge 22: Narkun vs. Vasilevsky     | 10 de diciembre de 2010  | 4     | 5:00   | Moscú                     | |
| Victoria  | 9–2    | Evgeni Babich         | TKO (golpes)                    | LM: Tournament 3                            | 18 de septiembre de 2010 | 1     | 2:10   | Lipetsk                   | |
| Victoria  | 8–2    | Eldar Yagudin         | TKO (golpes)                    | Ratnoe Pole                                 | 7 de agosto de 2010      | 1     | 4:34   | Ryazan                    | |
| Derrota   | 7–2    | Maxim Grishin         | Sumisión (rear-naked choke)     | M-1 Selection 2010: Eastern Europe Finals   | 22 de julio de 2010      | 1     | 2:39   | Moscú                     | |
| Victoria  | 7–1    | Alexander Romaschenko | Sumisión (rear-naked choke)     | M-1 Selection 2010: Eastern Europe Round 3  | 28 de mayo de 2010       | 1     | 2:59   | Kiev                      | |
| Victoria  | 6–1    | Vitalii Yalovenko     | TKO (parada médica)             | M-1 Selection 2010: Eastern Europe Round 2  | 10 de abril de 2010      | 2     | 1:05   | Kiev                      | |
| Victoria  | 5–1    | Ibragim Magomedov     | Decisión (unánime)              | M-1 Challenge 20: 2009 Finals               | 3 de diciembre de 2009   | 3     | 5:00   | San Petersburgo           | |
| Victoria  | 4–1    | Smbat Zakaryan        | TKO (golpes)                    | ProFC: Union Nation Cup 3                   | 30 de octubre de 2009    | 1     | 4:20   | Rostov-on-Don             | |
| Victoria  | 3–1    | Abdulhalik Magomedov  | TKO (golpes)                    | M-1 Challenge: 2009 Selections 8            | 4 de octubre de 2009     | 1     | 4:43   | Moscú                     | |
| Derrota   | 2–1    | Akhmed Sultanov       | Sumisión (armbar)               | M-1 Challenge: 2009 Selections 4            | 24 de junio de 2009      | 1     | 2:50   | San Petersburgo           | |
| Victoria  | 2–0    | Adam Alikhanov        | TKO (golpes)                    | M-1 Challenge: 2009 Selections 3            | 28 de mayo de 2009       | 1     | 0:20   | San Petersburgo           | |
| Victoria  | 1–0    | Nikolái Pleshakov     | TKO (golpes)                    | M-1 Challenge: 2009 Selections 2            | 19 de abril de 2009      | 1     | 1:20   | San Petersburgo           | |